# Bogusław Saganowski
Boguslaw Saganowski, né le 6 mars 1977 à Łódź, est un footballeur polonais international de beach soccer et pratiquant aussi le futsal.
Il est le frère ainé de Marek Saganowski, footballeur international polonais.

## Biographie
Comme son petit frère Marek, Boguslaw fait son chemin sur le terrain de football à 11. Lors de la saison 2005-2006, alors qu'il évolue sur herbe et en futsal pour le club de Kalisz, il découvre le beach soccer et devient au fil des années le joueur emblématique de l'équipe de Pologne de beach soccer et de son club, multiple champion de Pologne, le Grembach Łódź.
Fan d'Éric Cantona, Boguslaw Saganowski donne son prénom à son fils, Eryk. Bien qu'évoluant dans un sport peu professionnalisé qu'est le beach soccer, Saganowski est un joueur payé. Mais pas assez pour faire vivre sa famille, il est donc en même temps manutentionnaire dans l'une des sociétés de marketing de Łódź.
C'est pour cette raison qu'il fait des piges à l'étranger, en Italie et en Ukraine où il termine finaliste de la Coupe et aussi avec le Sporting Portugal avec qui il est vice-champion du monde en 2011.
MVP de l'Euro Beach Soccer League 2013 en Ukraine, meilleur buteur éliminatoires de la Coupe du monde 2013 (13 buts) et membre des « Stars of Europe » en 2007, dirigé par Éric Cantona, pour affronter une équipe composée des meilleurs joueurs du reste du monde, Boguslaw Saganowski est récompensé à de multiples reprises par des trophées individuels.

## Statistiques
Bogusław Saganowski participe à son seul match de Coupe du monde de beach soccer avec la Pologne lors de l'édition 2006. Il s'agit du match de poule contre le Brésil perdu 9-2 et durant lequel Saganowski inscrit le second but de son équipe.